# ガングリフォン
GUNGRIFFON THE EURASIAN CONFLICT（ガングリフォン　ザ ユーラシアン コンフリクト）は、株式会社ゲームアーツがセガサターン（以下サターン）用に開発した3Dシューティングゲーム。1996年3月15日に発売された。定価5,800円、サタコレ版は2,800円。
サターン発売から一年程度にもかかわらず、ハードの機能を限界まで使い、サターンとしては非常に華麗なグラフィックと高いゲーム性を実現し、近未来を舞台としたリアリティのある世界設定と併せて根強いファンを獲得した。オープニング、エンディングのCGデモはTrueMotionを使用しているが、ハイサターンや別売りのムービーカード、ツインオペレーターを装着したサターンではMPEGによるデモが見られる。
ストーリーではウクライナにおける戦争を想定していたため、ゲームファンの間では、2022年ロシアのウクライナ侵攻の時に未来を予見していたゲームとして話題となった。

## 内容
プレイヤーは歩行兵器であるHIGH-MACS（ハイマックス）のパイロットとして、護衛や目標破壊、遊撃戦など、多岐にわたる任務をこなしていく。
HIGH-MACSは通常の前後左右への歩行の他、ダッシュ、前を向いたまま斜め前後への移動、上半身旋回、ジャンプといった動作が可能で、初期設定の攻撃動作を右人指し指用のボタンに割り当てることで、機動と同時に射撃が出来る。
戦闘の合間に行われる補給や応急修理は、輸送ヘリコプターであるCH-47の側に停止する事で行われる。補給の最中は無防備になる。同様のシステムはガングリフォンIIにも継承された。

## 設定
以下の設定はガングリフォンII発売前に、セガサターンマガジン誌に連載された記事が元であり、同時期を舞台としたガングリフォンIIの設定も含まれている。

### 背景
21世紀初頭、頻発する局地紛争、異常気象で緑の大地は失われ、食糧危機も発生。そんな中、アメリカは各国との安保条約を一方的に破棄。南北アメリカ大陸の国々と『アメリカ自由貿易協定（AFTA）』を締結し、世界の警察を辞め、経済・軍事のブロック化と孤立主義を開始。これに対しヨーロッパ諸国とロシアを始めとするCIS諸国は『汎ヨーロッパ連合（PEU）』を結成。日米安保を破棄された日本は、アジア・オセアニアの国々とで『アジア太平洋共同体（APC）』を取りまとめたが、域内最大国である中国の影響が大きなものとなった。そしてアフリカ地域の国々である『アフリカ統一機構（OAU）』とで、世界は四極化した。
アメリカという巨大市場を失ったこともあり、数少ない成長圏OAUへの影響を競うAPCとPEU。その小競り合いは、イギリス経由でPEUを引き込んだリビア、そしてそれに対抗すべく中国経由でAPCを引き込んだエジプトとの間の小競り合いを発端として徐々に拡大し、ついには全面戦争へと突入する。そして日本も中国の戦力供出圧力に対し、憲法改正を実施し日本外人部隊を創設、戦力派遣を行う。APC内の不協和音、シベリアの独立、沈黙を守るAFTA…世界が荒廃してもなお人類は戦争を始めたのだった。
陸戦兵器の主力は、戦車以上の攻撃力・防御力と高い汎用性・不整地走破性を持つ歩行戦闘車「AWGS」となっていた。だが、それを凌駕する兵器が投入される。
「HIGH-MACS」
低空への飛翔・短時間の滑空を可能とし、AWGSに攻撃ヘリの長所を加えた、あるいは攻撃ヘリに戦場制圧・長時間滞在能力を加えた、3次元戦闘が可能な次世代の歩行戦闘車である。
プレイヤーは日本外人部隊のHIGH-MACSパイロットとして各地を転戦することになる。
アジア太平洋共同体（APC）
プレイヤーが所属する勢力。シベリアを除く中東以東の地域の国々が加盟している。同盟を提唱し取りまとめたのは日米安保を一方的に破棄された日本だが、最大勢力である中国の影響力が強い。しかし中国と日本を始めとする各国との関係は、ベトナムを懲罰と称しAPC軍として攻めるなど中国の傲慢な振る舞いのため良好とはいいがたい。AWGSの配備・高度化は日本以外は遅れており、中国に至ってはロシアやフランスのデッドコピーである。日本とアメリカは民間の兵器共同開発などの関係は保っている。
汎ヨーロッパ連合（PEU）
主に敵となる勢力。現在のEUにロシアなどを加えている。ドイツを中心に結束しており、AWGS開発も盛ん。しかしロシアはシベリア地域の資源簒奪に対しての経済発展のなさと隣国ウクライナとの緊張関係という火種を抱えており、イギリスは勢力としての活動に消極的である。
アフリカ統一機構（OAU）
名前のみ登場。アフリカ大陸ほぼ全域の国々が加盟している。最も発展が遅れているが、それだけに今後の発展が最も見込まれる地域である。
盟主は南アフリカ共和国だがその影響力は弱く、参加国も内戦や紛争を抱えている国が多いため、域内が纏まっているとは言い難い状態にある。
アメリカ自由貿易協定（AFTA）
南北アメリカ大陸の国々が加盟。盟主はアメリカ。高度化された兵器と最大の兵力を持つ最強の軍事力だが、今回の戦争にはアメリカの孤立主義のため不干渉の姿勢。

### 日本外人部隊
2010年にAPCの最大勢力である中国の圧力によって、日本が自衛隊の専守防衛を守りつつ戦力拠出する手段として、憲法を改正して創設した日本の外人部隊。プレイヤーはこの501中隊に配属されたパイロットという設定である。
- 第101機甲師団
- 第102機甲師団
- 第103機甲師団
- 第1空中機動師団
  - 第501機動対戦車中隊 ガングリフォン
  - 第502機動対戦車中隊 ワイバーン
  - 第503機動対戦車中隊 スレイプニール
  - 第504機動対戦車中隊 ファントム
- 第2空中機動師団

### 登場する架空の兵器

#### AWGS（装甲歩行砲システム）
- APC軍

12式装甲歩行戦闘車 HIGH-MACS（マクドネル・ダグラス・三菱社 = MDM社が開発）
史上初の低空への垂直上昇、短時間の滑空を可能とした三次元戦闘が可能なAWGS。ただのAWGSとしても、多種の兵装が使用可能な汎用性、従来機に劣らない装甲、ローラーダッシュ＋ガスタービン排気による高機動を有しており、従来機と隔絶した高性能を有する。
9式装甲歩行戦闘車（小松製作所が開発したという、架空の設定がある）
日本版M-16。自衛隊や日本外人部隊の主力機。多種の武装が使用可能で汎用性は高いが、機体自体はやや旧式となっている。
13式装甲歩行車
中国製でBMX歩行戦闘車のデッドコピー。電子技術の低さ故にやや大型化している。元から低性能なだけに更に性能は低いが、更なる低コストで大量配備が可能となった。しかし低性能・旧式な上に小型というメリットも薄くなっているため、数以外で戦力とは期待できない。
14式装甲歩行車
中国製でリットリオのデッドコピー。元からそれなりに劣化した性能。
コラート戦闘歩行車
タイが開発したAWGS。同国内に多い密林での運用を前提とし、小型ながらパワーがあって木々を押し分けて進める。ただしトップヘビーなため反動が強い兵装が使えないのが難。後にベトナムや中国も採用している。
- PEU軍

バリアント支援戦闘車両
イギリス製AWGS。支援戦闘の名の通りマニピュレーターが省略されているなど性能とコストが抑えられているが、対空機関砲と75ミリ砲が主武装であり、遠距離ではさほど脅威ではない。
パンター歩行戦闘車
ドイツ版M-16といえる二脚タイプAWGS。
ストゥームパンター
パンターをローラーダッシュ可能に改修した機体。機動性が大幅に向上した。
ティーガー歩行戦闘車
ドイツ製M-15ともいえる四脚タイプ。装甲がティーガーI風の垂直装甲板となっている。
ヤークトパンター
ドイツ製HIGH-MACSともいえる次世代機。日米製AWGSと全く違う技術系統から開発されており、それは戦闘ヘリに手足が生えたような外観にも現れている。しかしながら性能はほぼ同等であり、空挺可能・低空への上昇・短時間滑空などの能力も同じように持つ。
リットリオ
イタリア製。四脚の後部と二脚の前部を連結した外見が特徴的な自走榴弾砲型AWGSで、射撃安定性と不整地走破性が高い。
AUTRUCHE
逆関節の足と腕が無いことが特徴的なフランス製AWGS。その見た目故に「ダチョウ」の名となった。簡素な作りゆえの低価格と低コストが売りで発展途上国への販売が主目的だが、国内配備もしている。
BMX歩行戦闘車
ロシアの小型戦車思想を引き継ぎAWGSとしてかなりの小型。性能もそれなりに低いが、低価格低コスト故に大量配備が可能で、空輸も楽に可能など運送上の制約が低いことから、広範な国土の防衛という目的には合致した兵器である。
BMX-30高射機関砲
BMX歩行戦闘車をZSU-23-4のように対空戦車化させたもの。
- AFTA軍

M15ランドクラブ
「移動式の射撃プラットフォーム」を実現した史上初のAWGS。四脚で戦車と二脚の移行期にあたるが、不整地踏破性と射撃安定性は非常に高い。
M-16
史上初の2脚で歩行するAWGS。後の二脚タイプAWGSの事実上の雛形となった機体である。
M19ブルータルクラブ
ランドクラブの海兵隊仕様。各種性能がやや向上している。
M19A1ブルータルクラブII
ブルータルクラブをローラーダッシュに改修したもの。四脚タイプの欠点である低機動性を覆す画期的な高機動を得た。
VW-1 HIGH-MACS
共同開発した12式装甲歩行戦闘車のアメリカ側。外形や基本的な仕様は12式装甲歩行戦闘車とほぼ同じだが、電子装備は日本の12式装甲歩行戦闘車に対して少し劣る。
- OAU軍

エレファント
南アフリカが開発。広大で気候が過酷なアフリカ大陸での運用を前提とし、長距離行軍能力・居住性や多機能性を重視したため、非常に大型な機体が特徴的。その様はまさしく象のようである。イギリスが開発に関わった経緯で、イギリスも配備している。

#### 戦闘車両（一部実在）
- APC軍
  - 90式戦車改

増加装甲の装着や砲身延長などの能力向上改修を施した90式戦車の改修型。本作のオープニングムービーではPEU軍のレオパルト3に一方的に撃退され、PEU軍戦車兵から「90式はブリキ缶だぜ」と酷評された。
- - 90式戦車（実在）
  - 89式歩兵戦闘車（実在）
  - 90式II型戦闘兵車
- PEU軍
  - レオパルト2A5（実在）
  - レオパルト3

2010年に制式化されたドイツの第4世代MBT（主力戦車）。140mm滑腔砲を主砲とし、被弾率軽減を目的に自動装填装置を採用することで砲塔をコンパクト化している。サスペンションはトーションバー式。エンジンはコンパクトタイプのMB-833エンジンを採用しており、車体の重量増加を抑えている。
オープニングムービーでは日本外人部隊の90式戦車改2個小隊と交戦、90式戦車改の砲撃を物ともせずに一方的に撃破したが、増援として現れた日本外人部隊のHIGH-MACSに一方的に撃破された。
- - チャレンジャー2（実在）
  - ルクレール（実在）
  - PT5
  - マルダー2歩兵戦闘車（試作のみで採用はされていない）
  - Bv206装軌式輸送車両（実在）
  - 2S6Mツングースカ自走ミサイル対空砲（実在）
  - PzH2000（実在）
  - センタウロB-1（実在）
- AFTA軍
  - M1 エイブラムス（実在）
  - MLRS（実在）
  - M2A3ブラッドレー（実在）
  - ADATS（実在）
  - M12 LOSAT（実在はしたが、2004年に開発が中止された）

#### 艦船
- APC軍
  - ふゆしお
- AFTA軍
  - ユナイテッド・ステーツ

#### 航空機（実在）
- PEU軍
  - アントノフAn-225 ムリヤ（ゲーム内では後部に貨物扉を有する仕様に改修されているが、実機は有しない。この貨物扉からヤークトパンターやBMXが空挺降下することもある）
  - ユーロファイター2000
  - アグスタ A129 マングスタ
  - Ka-50 ホーカム
- AFTA軍
  - AH-64D ロングポウ・アパッチ
  - RAH-66 コマンチ（実在したが、開発が中止された）
  - CH-53 シースタリオン
  - V-22 オスプレイ
  - F-117A ブラックジェット（「ブラックジェット」は開発中に考案された愛称の一つで、実際の正式な愛称は「ナイトホーク」。）
- APC軍
  - AH-64D ロングポウ・アパッチ
  - C-17 グローブマスターIII
  - CH-47 チヌーク

### 登場人物
柏木
9式のパイロット、ステージ1（ハリコフ）にて戦死。また、IIではC-17のパイロットを務めるもやはり戦死。セガサターンマガジンで連載されていたゲームアーツのコラムには、「双方の柏木は同一人物で、(宇宙戦艦)ヤマトのキャラクターみたいなものだと思ってください」との記述があった。モチーフはアニメ超時空要塞マクロスの登場人物、柿崎速雄。
シン・中野
第501機動対戦車中隊所属。同中隊が壊滅後には第504機動対戦車中隊に12式改(HIGH-MACS II)のパイロットとして編入。階級は少尉から中尉。モチーフは漫画エリア88の主人公、シン・カザマ。
ミヒャエル・ハルトマン
「黒いチューリップ」の通り名を持つドイツ軍のエース。ドイツ軍降伏後も百霊廟で抵抗を続け、「日本の新型HIGH-MACS、俺と勝負しろ」と決闘を要求した。黒いチューリップを機首に描き、史上最高の352機撃墜の記録を持つ第二次世界大戦におけるドイツ空軍のエースパイロット、エーリヒ・ハルトマンと、戦車王ミハエル・ヴィットマンがキャラクター名の由来。
ベルリン・リリー
日本外人部隊向け厭戦放送のDJ。ドイツ、日本外人部隊の他、アメリカ軍でも彼女の人気は高いらしい。名前の由来はリリー・マルレーンあるいは第二次世界大戦時の厭戦放送アナウンサー、東京ローズから来ており、ドイツ人と日本人のハーフ。
オカザキ
第502機動対戦車中隊のパイロット。シンからはザキと呼ばれている。
グレッグ
AFTA軍少佐。日本の新型HIGH-MACSとの決闘を要求するミヒャエルに応じ、シンを作戦に送り出した。元ネタはエリア88の同僚グレッグ・ゲイツ。

### 用語
AWGS
Armored Walking Gun System（装甲歩行砲システム）の略。二脚、多脚を含む作中のロボット兵器全般を指して言う。
作中の世界において一般的な軍事兵器として各国で採用されている。歩行システムにより不整地踏破能力が高い反面、平地での機動力にかける。その欠点をローラーダッシュでカバーした機体も存在する。
第二世代AWGS
ローラーダッシュによる地上での高速移動に加え、ガスタービンエンジンの噴気と脚力による低空への即時離陸、短時間の飛行といった三次元機動能力を持つAWGSを指す。更にノーオプションでの空挺降下も可能であり、戦術的柔軟性も高い。作中ではまだ戦場に現れたばかりの存在であるが、各戦線において劇的な戦果を上げていった。登場する機体としては12式、VW-1、ヤークトパンターなどがこれに属する。
HIGH-MACS
HIGH-Mobility Armored Combat System（高機動戦闘歩行システム）の略。MDM社の第二世代AWGS開発計画と、それによって製作されたAWGSの通称。世界初の第二世代機であり、それぞれ12式装甲歩行戦闘車とVW-1の名称で自衛隊とアメリカ軍に採用された。
後に防衛庁技術研究本部が重装型のHEAVY-MACS、MDM社が軽量高機動型のLIGHT-MACSと通称される改良プランを考案し、重装型が12式改「HIGH-MACS II」、軽量型が16式「HIGH-MACS III」として採用された。

## ガングリフォンシリーズ
- ガングリフォン (GUNGRRIFFON) セガサターン専用 1996年3月15日 発売
- ガングリフォンII (GUNGRRIFFON II) セガサターン専用 1998年4月23日 発売
- ガングリフォン ブレイズ (GUNGRRIFFON BLAZE) PlayStation 2専用 2000年8月10日 発売
- ガングリフォン アライド ストライク (GUNGRIFFON Allied Strike) Xbox専用 2004年12月16日 発売